# Zimny Dół (dolina)
Zimny Dół – częściowo wąwóz, częściowo dolina w miejscowości Czułów, w gminie Liszki w województwie małopolskim. Jest prawym odgałęzieniem Doliny Sanki na Garbie Tenczyńskim będącym częścią Wyżyny Krakowsko-Częstochowskiej.
Dolina ma długość około 1,5 km. Opada z wierzchowiny w kierunku północno-wschodnim i ma wylot na zakręcie Doliny Sanki, naprzeciwko znajdującego się w jej lewych zboczach Zamczyska. Dnem Zimnego Dołu prowadzi wąska droga asfaltowa z zakazem wjazdów samochodowych (nie dotyczy mieszkańców). U wylotu doliny znajduje się niewielkie miejsce parkingowe. Wzdłuż drogi rozrzucone są domy należącego do Czułowa osiedla Skałka. Zbocza doliny w większości porasta las. W prawych orograficznie zboczach u wylotu doliny wznoszą się wapienne skały. Najbardziej imponująca z nich Łysina ma wysokość 55 m. Liczne, niewidoczne z drogi skały znajdują się także w prawych i lewych zboczach górnej części doliny. W 1991 roku na fragmencie lewych zboczy utworzono rezerwat przyrody Zimny Dół o powierzchni 2,2 ha.
Na skałach w Zimnym Dole uprawiana jest wspinaczka skalna. Klasycznych wspinaczy skalnych zainteresowały głównie wysokie skały w dolnej części doliny: Łysina, Sępia Czułowska i Wacman. Większość dróg wspinaczkowych na tych skałach jest obita punktami asekuracyjnymi. Jest to rejon raczej dla zaawansowanych wspinaczy – większość dróg jest trudna (od VI do VIII w skali krakowskiej). Na początku 2018 roku otwarto nowy rejon wspinaczkowy – udostępniony do drytoolingu Kamieniołom w Zimnym Dole. W prawych (orograficznie) zboczach górnej części wąwozu znajdują się liczne, mniejsze skały tworzące skalny labirynt. Skały te przez uprawiających bouldering opisywane są w grupach jako Labirynt, Przełaz, Głazy, Kanion i Wielka Zerwa – najwyższa z nich. Od 1991 roku skały te znajdują się w obrębie rezerwatu przyrody i nie wolno na nich się wspinać. Dopuszczalne jest natomiast uprawianie boulderingu i klasycznej wspinaczki skalnej na skałach znajdujących się w lewych zboczach górnej części doliny. Tworzą one skalne grupy Niski Mur (Mały Mur), Grupa Krowy i Grupa Salamandry.
Dnem Zimnego Dołu spływa potok będący prawym dopływem Sanki. W górnej części doliny zasilany jest przez Źródło w Zimnym Dole wypływające w jaskini o tej samej nazwie. Jest to jedyny w tej części Jury przypadek wypływania źródła w jaskini. W dolinie w wielu miejscach odsłania się specyficzny rodzaj górnojurajskich wapieni skalistych. Są to wapienie zrostkowe składające się ze ściśle zlepionych z sobą okruchów skały wapiennej. Powstały na dnie płytkiego morza i są głównie wytworem sinic, w mniejszym stopniu gąbek krzemionkowych. Genezę ich powstania opisuje zamontowana przy rezerwacie tablica informacyjna Małopolskiego Szlaku Geoturystycznego.
Dnem doliny prowadzi szlak turystyczny, przez rezerwat przyrody i labirynt wapiennych skał ścieżka dydaktyczna. Wędrując nią podziwiać można duże głazy o różnorodnych kształtach skalnych grzybów, murów skalnych, baszt i iglic. Ich charakterystyczną cechą jest występowanie dużych okapów. Wszystkie te formy powstały głównie w wyniku procesów krasowych. Krasowego pochodzenia są również jaskinie i schroniska, których w Zimnym Dole jest wiele. Są to: Długi Okap, Jaskinia za Źródłem Pierwsza, Jaskinia za Źródłem Druga, Niski Okap, Niedostępny Okap, Okap na Półce z Meandrem, Okap z Oknem, Okap za Zerwą Pierwszy, Okap za Zerwą Drugi, Schronisko Małe w Zimnym Dole, Schronisko nad Potoczkiem, Schronisko między Okapami, Schronisko w Skale Byczyn, Tunel w Uliczkach, Źródło w Zimnym Dole.

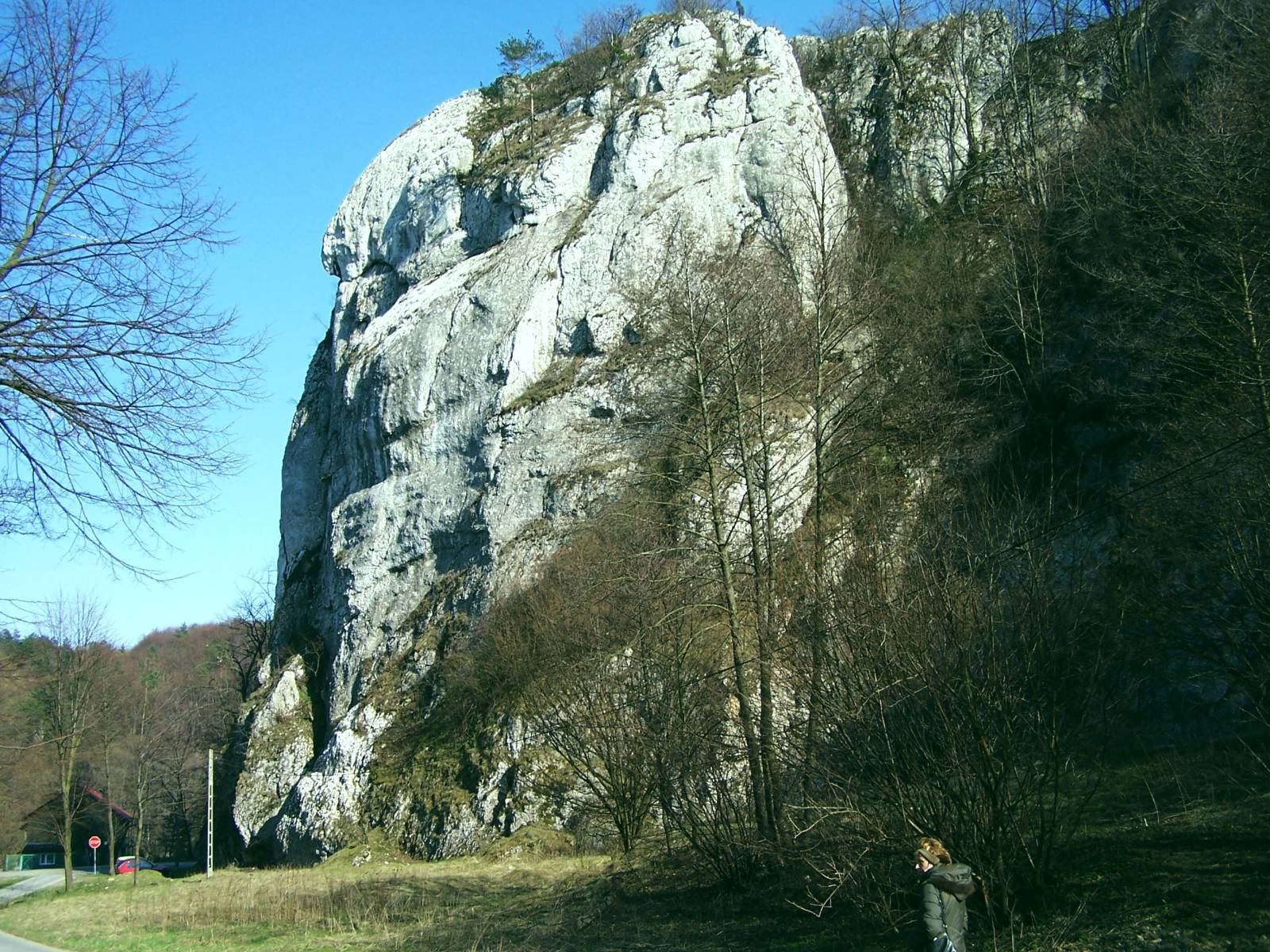
Łysina
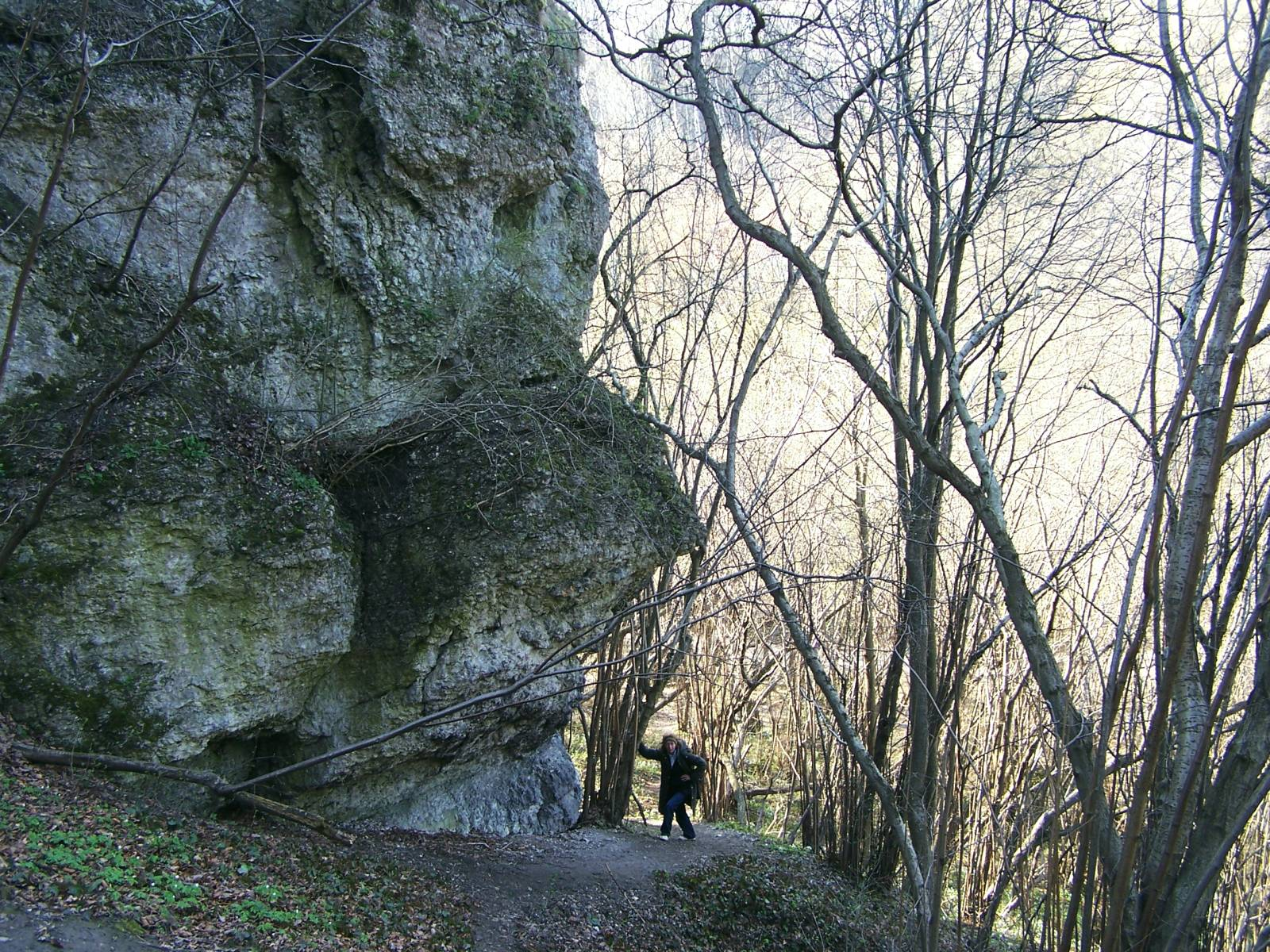
Wielka Zerwa
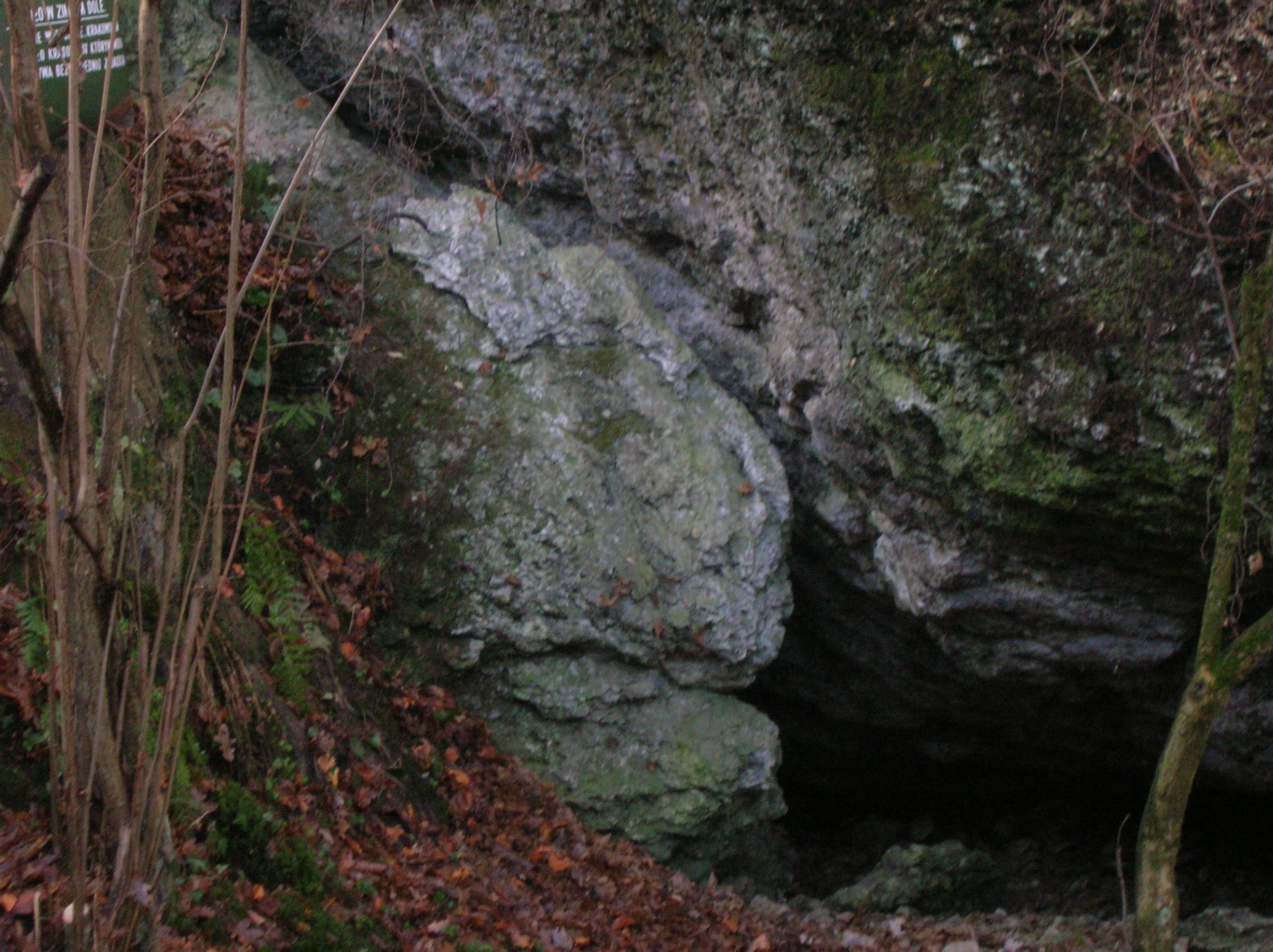
Jedno ze schronisk
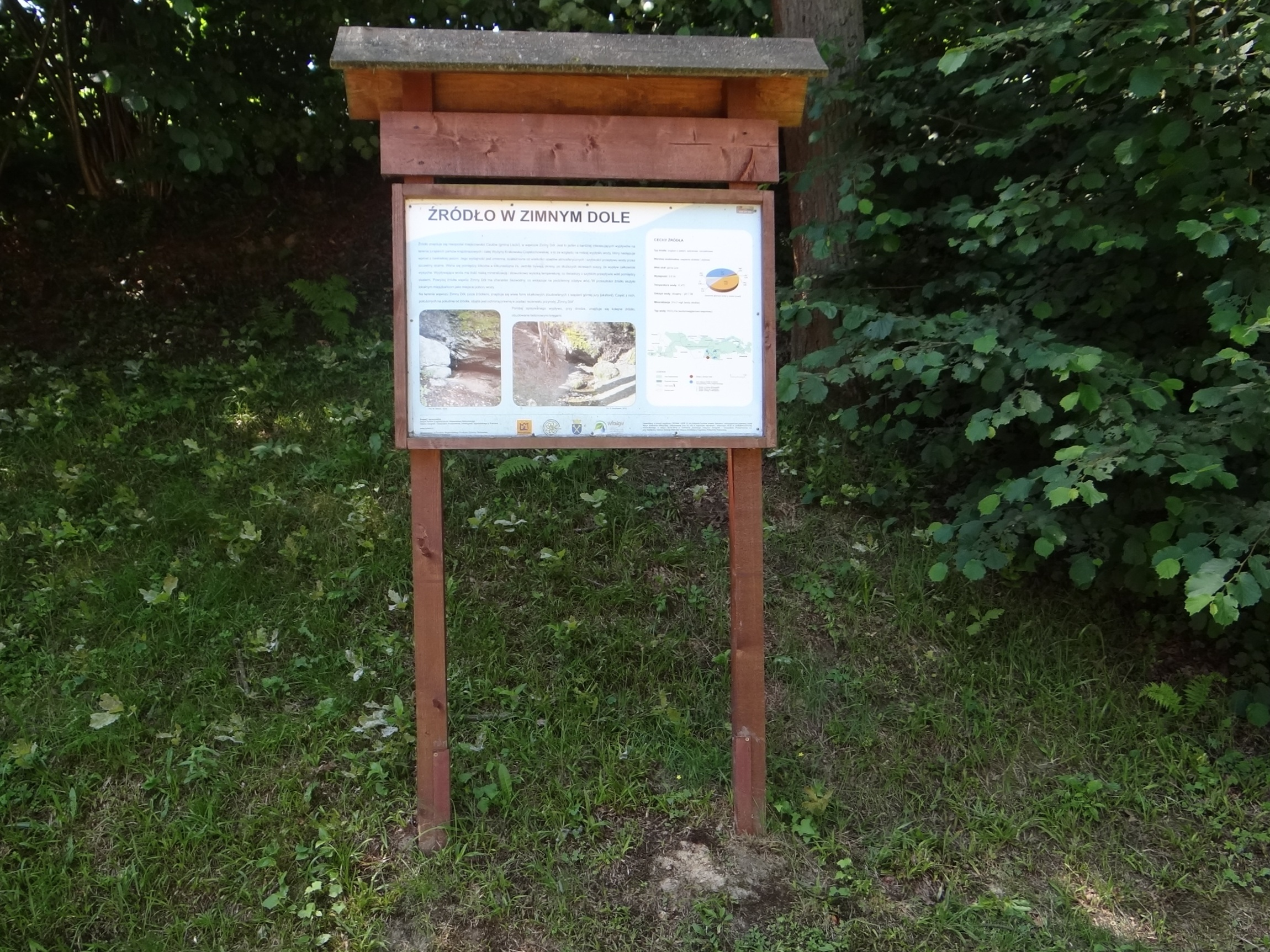
Tablica rezerwatu
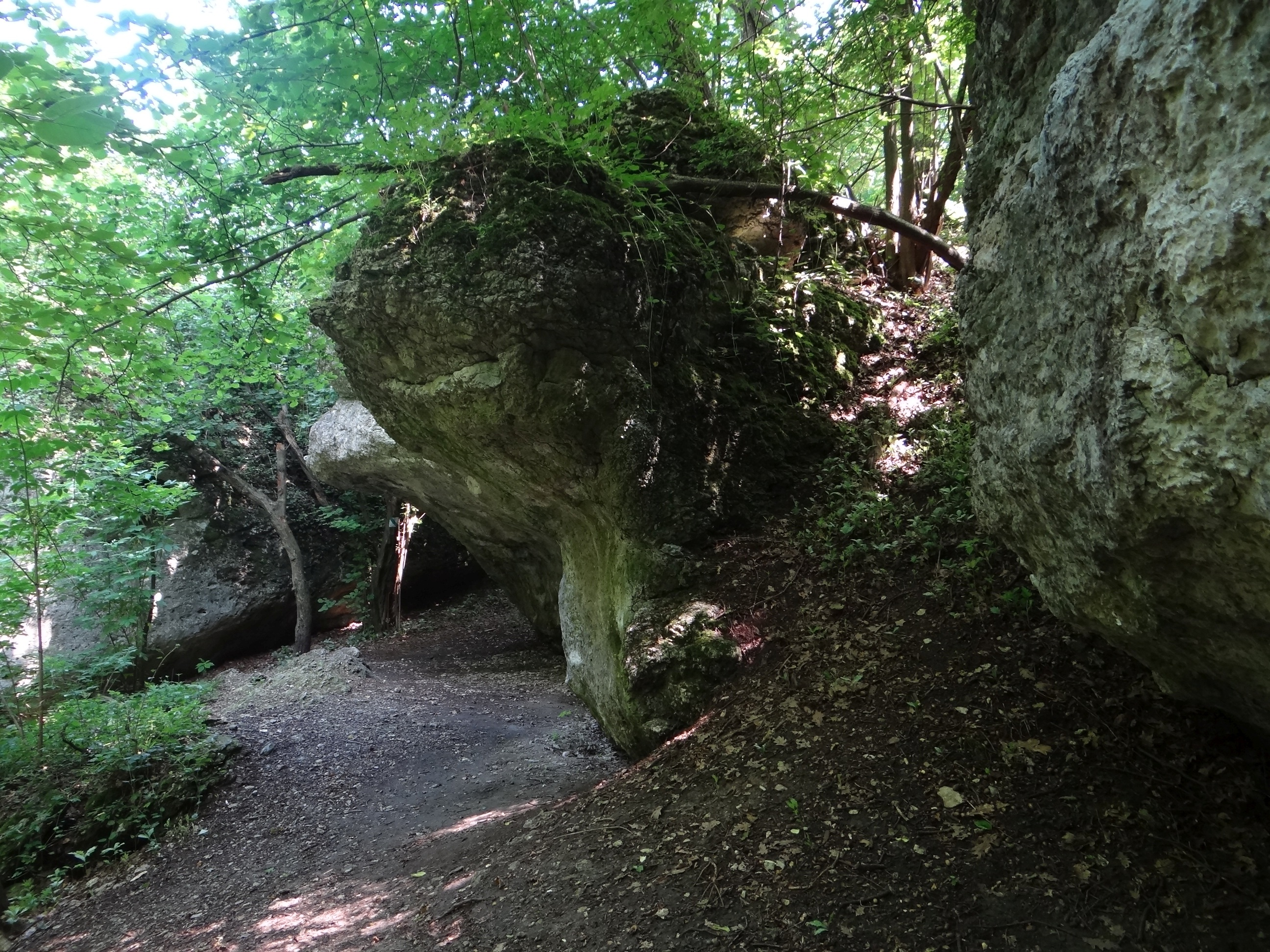
Labirynt
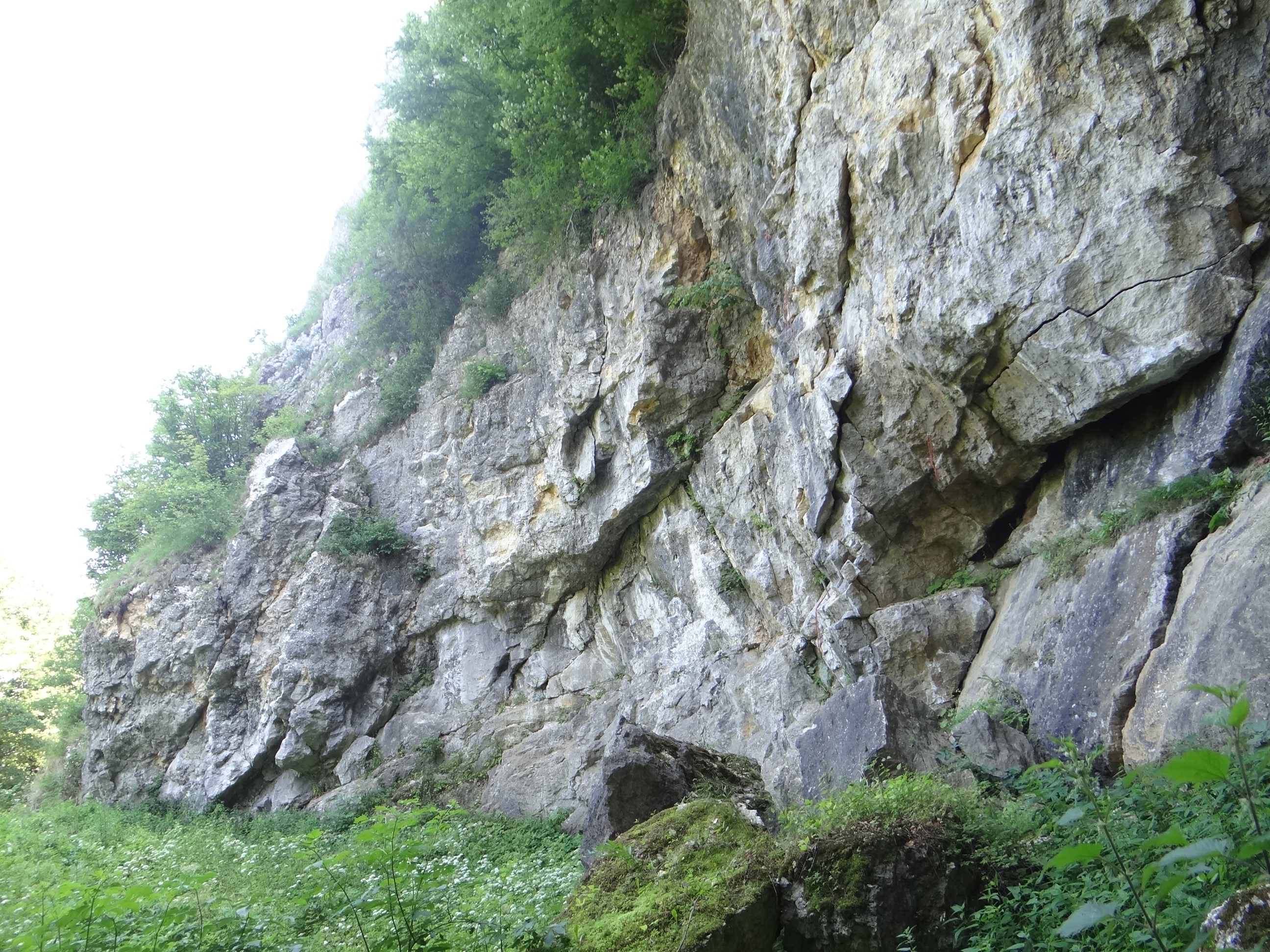
Kamieniołom ze skałami wspinaczkowymi

## Szlaki turystyki pieszej
– dnem doliny prowadzi czerwony szlak turystyczny do Czernichowa.
 – ścieżka edukacyjna pomiędzy skałami rezerwatu